# Christian Planer
Christian Planer, född 15 maj 1975 i Kufstein, är en österrikisk sportskytt.
Han tävlade i olympiska spelen 2004, 2008 samt 2012 och blev olympisk bronsmedaljör i gevär vid sommarspelen 2004 i Aten.